# Jaime Portillo
Jaime Portillo (18 settembre 1947) è un ex calciatore salvadoregno, di ruolo attaccante.

## Carriera
Prese parte con la Nazionale salvadoregna ai Mondiali del 1970.